# Dinastija Lju Song
Dinastija Song, v zgodovini znana kot Lju Song (kitajsko 劉宋), Nekdanji Song (前宋) ali Song (južnih) dinastij (南朝宋), je bila kitajska cesarska dinastija, prva od štirih južnih dinastij v obdobju severnih in južnih dinastij. Nasledila je dinastijo Vzhodni Džin in bila  predhodnica dinastije Južni Či.
Dinastijo je ustanovil Lju Ju (cesar Vu, 363–422), čigar priimek tvori prvi del imena dinastije. Ime Lju Song se uporablja za razlikovanje od kasnejše dinastije z istim imenom, ki ji je vladala hiša Džao. Dinastija Lju Song se je včasih omenjala tudi kot Južni Song, zdaj pa se to ime uporablja večinoma za označevanje dinastije Song po letu 1127. 
Dinastija Lju Song je bila obdobje velikih notranjih pretresov. Številni cesarji so bili nesposobni in/ali tiranski, kar je vsaj delno vodilo do številnih vojaških uporov. Ti cesarji so bili Lju Šao, Šjaovu, Lju Dzije, Ming in Lju Ju. Cesar Ming je bil še posebej hudoben, saj je umoril številne svoje brate, nečake in druge moške sorodnike,  med njimi tudi veliko otrok. Notranja nestabilnost v državi  je sčasoma pripeljala do uničenja dinastije. 
Ustanovitelj dinastije, cesar Vu, je veljal za enega največjih generalov v obdobju severnih in južnih dinastij, vladavina tretjega cesarja, cesarja Vena, pa je znana po politični stabilnosti in sposobni upravi, ne samo cesarja, ampak tudi uglednih in poštenih uradnikov. Obdobje je znano kot "vladavina Juandžija" (425–453) in eno od relativno zlatih dob južnih dinastij.

## Zgodovina

### Lju Jujev vzpon
Lju Ju je bil sin Lu Džjaoja, mlajšega brata cesarja Gaodzuja iz Hana, vendar je bil rojen v revščini. Že v mladosti se je pridružil vojski, se hitro odlikoval in hitro napredoval v poveljnika polka Bejfu. Bil je ključna oseba v boju proti uporniku Huan Šuanu. Po Huan Šuanovem padcu je Lju Ju prevzel oblast v dinastiji Džin. 

### Lju Jujevi pohodi
Lju Ju velja za enega najboljših generalov severnih in južnih dinastij. Kot tak je Kitajski vrnil večino ozemelj, ki jih je izgubila v obdobju šestnajstih kraljestev. Svojo kariero je začel s kampanjo proti Južnemu Janu, ki je na severu mejil na Džin. Do pomladi leta 410 je zavzel prestolnico južnega Jana pri Guangguju in ukinil Južni Jan.
Nato se je obrnil proti Zahodnemu Šuju v sedanjem Sečuanu. Z briljantnim vojaškim manevrom, omenjenim v Umetnosti vojne, je Lju Ju svojim generalom naročil, naj napadejo prestolnico Šuja po poti ob reki Min in ne po krajši poti ob reki Fu. Manever je presenetil sile Šuja in Lju Ju je hitro zavzel Čengdu. Osvojeno ozemlje je vključil nazaj v dinastijo Džin.
Po smrti Jao Šina, cesarja Kasnejšega Čina, je Lju Ju napadel njegovo cesarstvo, ki je pred vstajami barbarov obsegalo ozemlja nekdanjih dinastij Jin, Han in Džin. Potem ko je v več bitkah premagal vojsko Kasnejšega Čina in vojsko Severnega Veja, ki je prestopila na stran Čina, je ponovno zavzel vitalni mesti Čangan in Luojang, nekdanji prestolnici cesarstva Džin. Zapisi omenjajo, da je v bitki z vojsko Veja uporabil sulice, izstreljene  s samostreli, kar je povzročilo paniko med konjenico Veja in Lju Jujevo prepričljivo zmago.
Po tem uspehu se je zdelo, da bo Džin uničil še preostale barbarske države na severu in ponovno združil Kitajsko, vendar se je sreča začela obračati. Ko je cesar Lju Mengdži umrl brez kompetentnega naslednika, je moral Lju Ju oditi v Džjankang (današnji Nanking) in prepustiti upravljanje severa svojemu generalu Vang Dženeju. Po njegovem odhodu je država Šja napadla Guandžong in ga ponovno zavzela. Severna meja Džina se je pomaknila na Rumeno reko. Džinu je uspelo obdržati njegovo nekdanjo vzhodno prestolnico Luojang in večino osrednje Kitajske. 
Po vrnitvi v  Džjankang je Lju Ju končal vladavino Džina in leta 420 sam postal cesar ter ustanovil dinastijo Lju Song. Dinastija je dobila ime po Ljujevem fevdu, ki se je približno ujemal z ozemljem države Song v obdobju pomladi in jeseni. Knjiga Songa ne omenja, ali je bila družina Lju v kakršnem koli krvnem sorodstvu z vladajočo hišo Dzi ali dinastijo Šang. Omembe vredno je dejstvo, da Lju svoje nove države ni zasnoval kot obnovo dinastije Han, čeprav je bil dokazljivo v sorodu s cesarsko družino Han. Lju je umrl leta 422. Nasledil ga je nesposobni cesar Šaodi, ki je bil hitro odstavljen. Njegov naslednik je bil morda njegov tretji sin Vendi.

### Vladavina cesarja Vena
Pod cesarjem Venom je gospodarstvo Lju Songa cvetelo, cesarjeve vojaške sposobnosti pa niso bile enake očetovim. Venu ni uspelo zdrobiti preostalih barbarskih držav na severu, kar je omogočilo Severnemu Veju, da je na račun Lju Songa dokončal združevanje severa. Severni Vej je za Lju Song postal resna in stalna grožnja.

#### Vojna s severnim Vejem
Cesar Ven je nadaljeval pohode svojega očeta, vendar neuspešno.  Leta 422 je v prvem letu svojega vladanja izgubil tri poveljstva v korist Veja, potem pa je sposobni general Dao Jandži je za Lju Song ponovno pridobil mesta Luojang, Hulao, Huataj in Čjaoao južno od Rumene reke. Cesarjeva nepripravljenost napredovati preko te meje je omogočila, da je Severni Vej uničil Venovega zaveznika dinastijo Šja. 
Cesar je naredil novo napako, ko je zavrnil ponudbo za zavezništvo  več barbarskih držav, kar je sčasoma vodilo do Vejeve združitve  severa leta 439 na škodo Kitajcev.
Proti koncu svoje vladavine je postal cesar nerazsoden. Neupravičeno je usmrtil generala Tan Daodžija, ki je dotlej poveljeval vojskam Songa, in sam prevzel poveljevanje. Zaton cesarstva se je začel leta 450, ko je cesar poskušal sam uničiti Severni Vej in sprožil množični napad. Kampanja je bila sprva uspešna, potem pa se je sprevrgla v katastrofo. Vej je zvabil njegovo vojsko, da je prečkala Rumeno reko, in nato obkolil in uničil njeno vzhodno krilo. Po umiku je vojska Veja opustošila province južno od Rumene reke. Gospodarska škoda pa je bila ogromna. Sima Guang piše, da so čete barbarov to ozemlje začasno okupirale: 
Sile Veja so preplavile in uničile province Južni Jan, Šu, Severni Jan, Ju, Čing in Dži. Število mrtvih in poškodovanih je bilo ogromno. Ko so sile Veja naletele na mlade moške Songa, so jih obglavile ali razpolovile. Dojenčke so prebadali s sulicami, sulice pa so nato za zabavo stresali, da so dojenčki med vrtenjem kričali. Poveljstva in okrožja, skozi katera so šle Vejeve sile, so bila požgana in poklana, da ni ostala niti trava. Ko so se lastovke spomladi vrnile, niso našle hišic za gnezdo, zato so gnezdile  v gozdovih. Več kot polovico vojakov in konj je izgubila tudi vojska Veja in vsi so se vsi pritoževali.
Sima Guang pojasnjuje tudi vzroke katastrofe Lju Songa: 
Vsakič, ko je cesar Ven poslal generale v bitke, je od njih zahteval, da popolnoma sledijo bojnim načrtom, ki jih sam je sestavil. Cesar je moral odobriti celo datume bitk. Vsi generali so zato oklevali in se niso mogli samostojno odločati. Poleg tega vpoklicane čete niso bile usposobljene in so hitele napredovati, ko so zmagovale, in se razpršile, ko so bile poražene. To sta bila dva razloga, zakaj mu ni uspelo, in od te točke naprej je bila država v recesiji, vladavina Juandžija pa v zatonu.
Zgodovinar Šen Jue, je poudaril, naj bi se cesar Ven zgledoval po velikem generalu cesarju Guangvuju iz Hana, vendar mu je primanjkovalo poveljniških sposobnosti slednjega.
Cesar Ven je leta 452 še enkrat poskusil uničiti Severni Vej, a mu spet ni uspelo. Ko se je vrnil v prestolnico, ga je ubil njegov naslednik Lju Šao.

### Vladavini cesarjev Šjaovuja in Čjanfeja
Atentat Lju Šaa na njegovega očeta leta 453 je vzbudil ogorčenje po vsem cesarstvu, ker Lju Šao ni spoštoval enega od temeljnih načel konfucijanstva, načela sinovske pobožnosti. Proti njemu se je hitro dvignil njegov brat Lju Džun in ga premagal in obglavil. Po njegovi smrti je Lju Šun zasedel prestol Lju Songa in zavladal kot cesar Šjaovu. Zaradi incesta s svojimi sestričnami in sestrami in domnevno s svojo materjo so ga imeli za nemoralnega, njegova vladavina pa je bila relativno mirna. 
Po njegovi smrti leta 464 prestol zasedel njegov sin Lju Dzjedžu, ki je na splošno veljal za tirana. Ni spoštoval svojega očeta in bil sumničav do svojih stricev in jih je zato več usmrtil. Nadaljeval je incestuozno življenje svojega očeta in za priležnice vzel več svojih tet in sestričen. Ko ga je ena od tet zavrnila,  je usmrtil njene tri sinove. Usmrtil je tudi  dvorno damo, ki je bila podobna ženski, ki ga je v sanjah preklela. Ko je njegovo obnašanje postalo nevzdržno, ga je eden od njegovih stricev, ki tega ni mogel prenesti, umoril.

### Državljanska vojna in izguba severnih poveljstev
Mož, ki je umoril Čjanfeja, se je kmalu zatem razglasil za cesarja Minga. Bratu Lju Dzjeju in sestri Lju Čuju,  ki naj bi sodelovala pri  nemoralnem početju in tiranskem vladanju pokojnega cesarja, je ukazal, naj naredita samomor. Lju Dišun, eden od njegovih nečakov, ni sprejel njegove uzurpacije prestola, in se mu je uprl. 
Sledila je za Lju Dzišuna sprva uspešna državljanska vojna, v kateri je   hitro prevzel oblast v skoraj celem cesarstvu. Cesar Ming je nato proti njemu poslal vojsko, ki je zavzela Kvajdži z življenjsko pomembnimi zalogami živil. Drug cesarjev general je zasedel Šjanši in prekinil oskrbo Lju Dzišunove vojske. Njegovi vojaki so umirali zaradi lakote, on sam pa je bil umorjen, star komaj 10 let. 
Cesar Ming je po teh dogodkih postal aroganten in ni hotel pomilostiti Lju Dzijejevih pristašev. Njegovo ravnanje se je izkazalo za izjemno škodljivo za dinastijo  Lju Song in njene naslednice, saj so se guvernerji severnih poveljstev v strahu za lastna življenja predali Veju, da bi se izognili usmrtitvi. Lju Song je izgubil najbolj rodovitne dele države. Izguba je sčasoma privedla do propada same dinastije, severna Kitajska pa je še nadaljnjih 150 let trpela pod tujim jarmom. Poskusi cesarja Minga, da bi povrnil izgubljena ozemlja, so se končali s porazi. 
Kasnejša vladavina cesarja Minga je bila izjemno brutalna. Zaradi dvomov v lojalnost svojih nečakov jih je vse ukazal usmrtiti. V strahu pred izgubo prestola je ukazal usmrtiti tudi na tisoče članov cesarske družine, kar jo je močno oslabilo. Po njegovi smrti je moral  njegovemu sinu pri vladanju pomagati general Šjao Daočeng, saj so bili skoraj vsi bratje in nečaki cesarja Minga ubiti.

### Padec Lju Songa
Cesar Hovfej, naslednik cesarja Minga, je bil nezadovoljen z nadzorom generala Šjao Daočenga, ki ga je imel nad njim, in je  večkrat odkrito napovedal, da ga bo ubil. V strahu pred njegovo grožnjo ga je Šjao ukazal ubiti in na njegovo mesto postavil cesarja Šuna. Leta 479 je Šjao sam zasedel prestol in se razglasil za cesarja Čija, s čimer se je dinastija Lju Song končala. Nekdanjega cesarja Šuna in njegov klan so pobili.
Lju Hvi, potomec kraljeve družine Lju Song, je iz izgnanstva pobegnil na sever v šjanbejski Severni Vej in se poročil s šjanbejsko princeso Lanling, Ob tem je treba povedati, da je bilo več kot petdeset odstotkov šjanbejskih princes Severnega Veja poročenih s člani cesarskih družin in aristokrati iz južnih dinastij,  ki so prebegnili in se preselili na sever, da bi se pridružili Severnemu Veju.

## Književnost in kultura
V Lju Songu so kljub kaotičnim spopadom med severnimi in južnimi dinastijami ustvarili veliko poezije, nekaj  zagotovo tudi zaradi tega. Cesarska hiša je sponzorirala pisanje mnogo literarnih del, mnogo pa so jih avtorji napisali sami. Zlasti aktiven je bil dvor cesarja Veja, pri čemer je sam cesar podprl kompilacijo velike zbirke kratkih proznih anekdot Šišuo Šinju (Novo poročilo o zgodbah sveta). Med pisci so bili morda najbolj znani "trije velikani" Bao Džao († 466), Šje Lingjun (385–433) in Jan Jandži (384–456). Vsakega od njih se šteje za začetnika enega od treh glavnih literarnih trendov. 
V obdobjih relativnega miru so bili dejavni znanstveniki in astronomi. V tem času so začeli bolje razumeti in širše prakticirati budizem. Budisti so bili tudi nekateri državni funkcionarji. 
Kiparji Lju Songa so ustvarili številne sklope kipov duhov, ki so na splošno značilni za obdobje šestih dinastij, grobnice cesarjev in drugih dostojanstvenikov dinastije. Pregled obstoječih kipov šestih dinastij na območjih Nankinga in Danjanga je pokazal, da je grobnica Čuning prvega cesarja dinastije zagotovo iz dinastije Lju Song. V predmestju Džjangninga v Nankingu stojita dva kipa čilinov iz te grobnice.
Leta 440  je dinastija spremenila svojo uradno vero budizem v daoizem.

## Znanost
V obdobju dinastij Lju Song in Južni Či je ustvarjal astronom in matematik Dzu Čongdži, ki je zračunal, da je vrednost pi med 3,1415926 in 3,1415927. Bolj natančno vrednost pi so izračunali šele osemsto let kasnje. Bil je tudi avtor nekaj astronomskih teorij. 

## Seznam vladarjev
| Posmrtno ime | Tempeljsko ime                      | Družinsko in osebno ime                | Vladanje   | Imena obdobij in njihovo trajanje                 |
| ------------ | ----------------------------------- | -------------------------------------- | ---------- | ------------------------------------------------- |
| Vu, 武       | Gaodzu (高祖)                       | Lju Ju, 劉裕                           | 420–422    | Jongču (永初) 420–422                             |
| –            | –                                   | Šao/Lju jifu, 劉義符                   | 423–424 CE | Džingping (景平) 423–424                          |
| Ven, 文      | Tajdzu (太祖) ali Džongdzong (中宗) | Lju Jilong, 劉義隆                     | 424–453    | Juandžja (元嘉) 424–453                           |
| –            | –                                   | Lju Šao, 劉劭                          | 453        | Tajču (太初) 453                                  |
| Šjaovu, 孝武 | Šidzu 世祖                          | Lju Džun, 劉駿                         | 453–464    | Šjaodžjan (孝建) 454–456 CE Daming (大明) 457–464 |
| –            | –                                   | Lju Dzije, 劉子業                      | 464–465    | Jongguang (永光) 465 Džinghe (景和) 465           |
| Ming, 明     | Tajdzong (太宗)                     | Lju Ju, 劉彧                           | 465–472    | Tajši (泰始) 465–471 Tajju (泰豫) 472             |
| –            | –                                   | kasneje odstavljeni cesar Lju Ju, 劉昱 | 473–477    | Juanhuj (元徽) 473–477                            |
| Šun, 順      | –                                   | Lju Džun, 劉準                         | 477–479    | Šenming, (昇明) 477–479                           |

## Opomba
1. ↑  Sin cesarja Šjaovuja Lju Dzišun (brat cesarja Čjanfeja) je bil razglašen za cesarja spomladi 466 in je prejel obljube zvestobe od velike večine provinc, vendar so ga sile cesarja Minga porazile.  General cesarja Minga  Šen Jovdži ga je jeseni 466 usmrtil.